# Malcolmia turkestanica
Malcolmia turkestanica là một loài thực vật có hoa trong họ Cải. Loài này được Litv. mô tả khoa học đầu tiên.